# رئوس مطالب روسیه
طرح کلی زیر به عنوان یک نمای کلی از روسیه و راهنمای موضوعی آن ارائه شده‌است.
فدراسیون روسیه، معروف به روسیه، گسترده‌ترین کشور در جهان است که ۱۷٬۰۷۵٬۴۰۰ کیلومتر مربع (۶٬۵۹۲٬۸۰۰ مایل مربع)، مساحت ان بیش از یک‌هشتم سطح زمین است. روسیه کشوری فرا قاره ای است که در کل شمال آسیا و ۴۰٪ اروپا گسترش یافته‌است. این منطقه ۱۱ منطقه زمانی را شامل می‌شود و طیف وسیعی از محیط‌ها و فرم‌های زمینی را شامل می‌شود. روسیه با ۱۴۳ میلیون نفر جمعیت نهمین کشور پرجمعیت جهان است. روسیه دارای بزرگ‌ترین منابع معدنی و انرژی جهان، بزرگ‌ترین ذخایر جنگلی جهان و دریاچه‌های آن تقریباً یک چهارم آب مایع تازه کره زمین را در خود جای داده‌اند.

## مرجع عمومی
- تلفظ: ‎/ˈrʌʃə/‎
- نام کشور: روسیه
- نام رسمی: فدراسیون روسیه

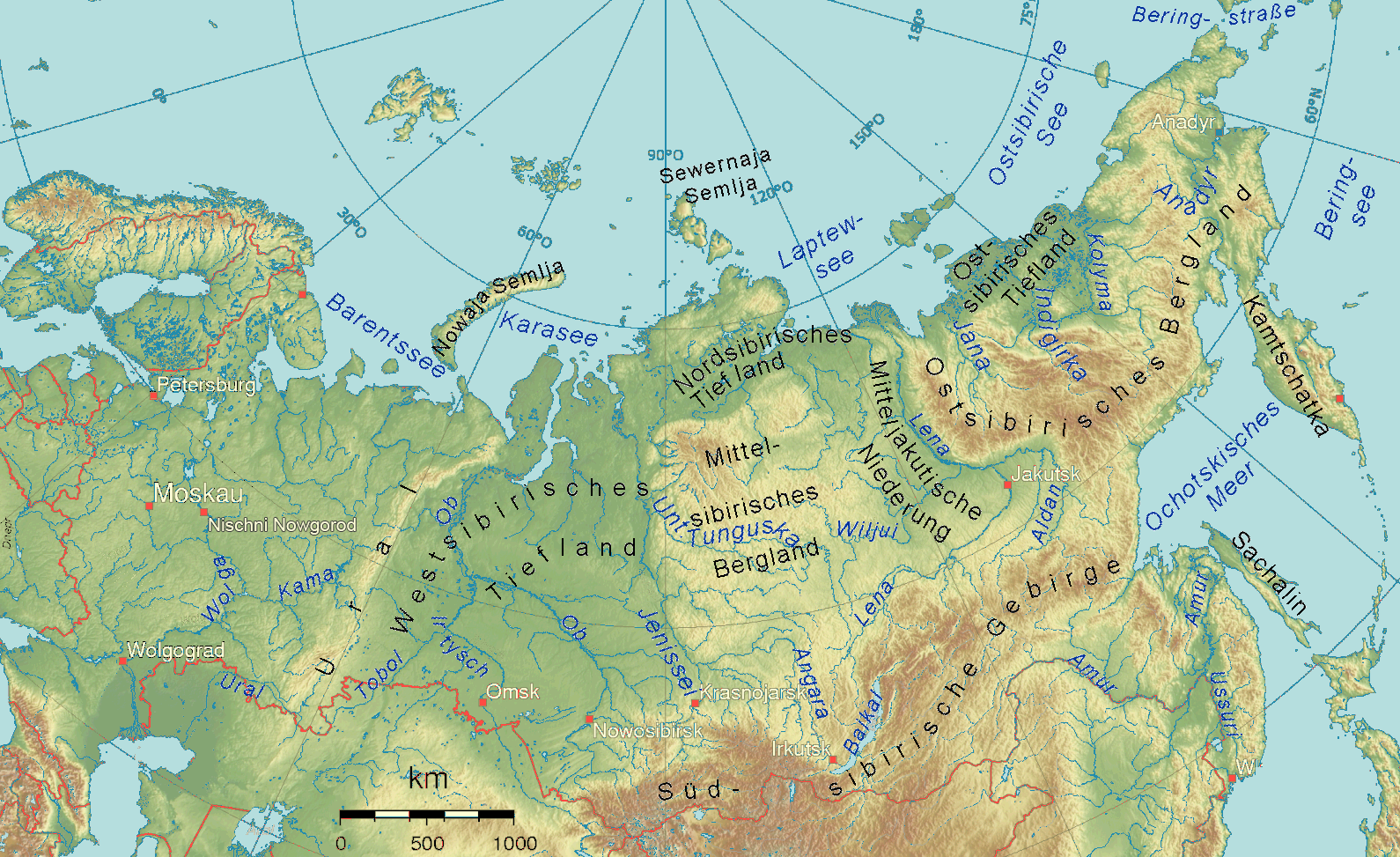
نقشه توپوگرافی قابل افزایش از روسیه

- نام خارجی و داخلی (های) متداول : Россия (Rossiya)
- نام رسمی: Российская Федерация (Rossiyskaya Federatsiya)
- صفت(ها): روسی
- دمون(ها):
- ریشه‌شناسی: نام روسیه
- رتبه‌بندی بین‌المللی روسیه
- کدهای ایزو کشور: RU , RUS، ۶۴۳
- کد منطقه ایزو: به ISO 3166-2: RU مراجعه کنید
- دامنه سطحبالای کد کشوری اینترنت: متغیر، .su و . рф

## جغرافیا
جغرافیای روسیه
- روسیه: یک کشور است

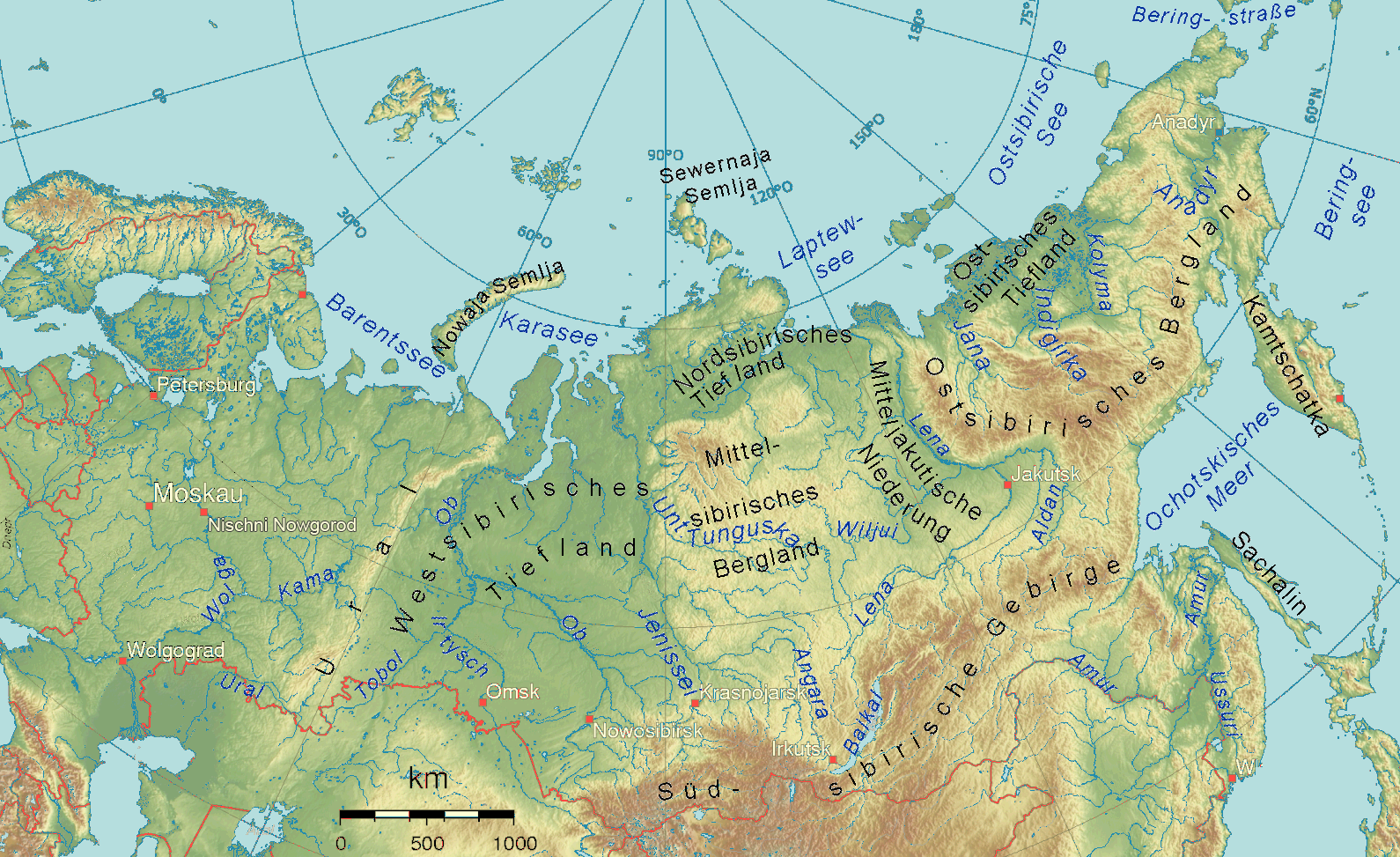
نقشه توپوگرافی قابل افزایش از روسیه

- مکان: فرا قاره ای (هم در اروپا و هم در آسیا قرار دارد)
  - نیمکره شرقی
  - نیمکره شمالی
    - اوراسیا
      - اروپا
        - اروپای شرقی

      - آسیا
        - شمال آسیا

  - مناطق زمانی:
    - زمان کالینینگراد - UTC + 03
    - به وقت مسکو - UTC + 04
    - زمان سامارا - UTC + 05
    - زمان یکاترینبورگ - UTC + 06
    - زمان امسک- UTC + 07
    - زمان کراسنویارسک - UTC + 08
    - زمان ایرکوتسک - UTC + 09
    - زمان یاکوتسک - UTC + 10
    - زمان ولادیوستوک - UTC + 11
    - زمان ماگادان - UTC + 12
    - زمان کامچاتکا - UTC + 13

  - نقاط شدید روسیه
    - ۵٬۶۴۲ متر (۱۸٬۵۱۰ فوت): کوه البروس ۵٬۶۴۲ - بالاترین نقطه در اروپا
    - کم: دریای خزر −۲۸ متر (−۹۲ فوت) - پایین‌ترین نقطه در اروپا

  - مرزهای زمینی: ۲۰٬۲۴۲ کیلومتر[۲]

 قزاقستان  قزاقستان 6،۸۴۶ کیلومتر
 چین  چین 3645 کیلومتر
 مغولستان  مغولستان 3،۴۴۱ کیلومتر
 اوکراین  اوکراین 1،۵۷۶ کیلومتر است
 فنلاند  فنلاند 1313 کیلومتر
 بلاروس  بلاروس 959 کیلومتر
 گرجستان  گرجستان 723 کیلومتر، از جمله:
 آبخاز  آبخاز 255 کیلومتر
 اوستیای جنوبی  اوستیای جنوبی 70 کیلومتر
 لهستان  لهستان 432 کیلومتر
 لتونی  لتونی 292 کیلومتر
 استونی  استونی 290 کیلومتر است
 جمهوری آذربایجان  جمهوری آذربایجان 284 کیلومتر
 لیتوانی  لیتوانی 227 کیلومتر
 نروژ  نروژ 196 کیلومتر
 کره شمالی  کره شمالی 18 کیلومتر
- خط ساحلی: ۳۷۶۵۳ کیلومتر

- جمعیت روسیه: ۱۴۲٬۹۴۲٬۰۰۰ نفر (سرشماری سال ۲۰۱۰) - هشتمین کشور پرجمعیت
- مساحت روسیه: ۱۷٬۰۷۵٬۴۰۰ کیلومتر مربع (۶٬۵۹۲٬۸۰۰ مایل مربع) - بزرگ‌ترین کشور
- اطلس روسیه

طرح مرکاتور ظاهر روسیه را از شکل هلال مانند (که در کره زمین دیده می‌شود) به یک طرح کلی ماهی مانند یا خرس تعریف می‌کند. همچنین باعث می‌شود منطقه خالی از سکنه روسیه (به عنوان مثال تاندرا و تایگای سرد بدون غذا) ۳–۴ برابر بزرگتر از آنچه در حال حاضر است به نظر برسد.

### محیط زیست
محیط زیست روسیه
- آب و هوای روسیه
- مسائل زیست‌محیطی در روسیه
- مناطق بومی در روسیه
- انرژی‌های تجدید پذیر در روسیه
- زمین‌شناسی روسیه
- پارک‌های ملی روسیه

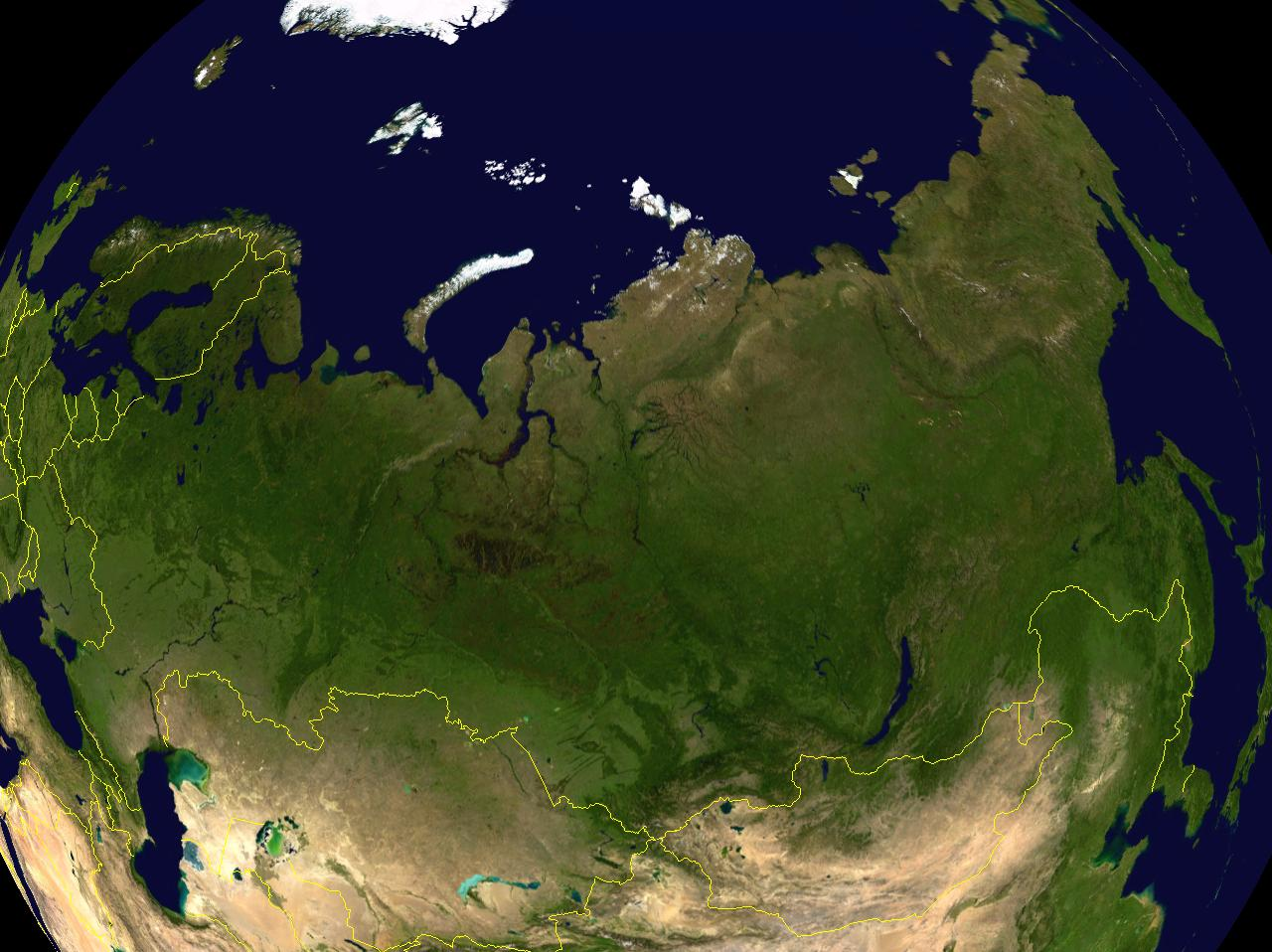
یک عکس ماهواره ای از روسیه

- ذخایر طبیعی ("Zapovedniks") در روسیه
- تالاب‌های رامسر در روسیه
- مناطق حفاظت شده روسیه
- حیات وحش روسیه
  - جانوران روسیه
    - پرندگان روسیه
    - پستانداران روسیه

#### ویژگی‌های جغرافیایی
- فیوردها در روسیه
- یخچال‌های طبیعی روسیه
- جزایر روسیه
- دریاچه‌های روسیه
  - دریای خزر (دریاچه ای با شوری ۱٫۳٪، حدود یک سوم شوری آب دریا. مقایسه با دریاچه نمک یوتا .)
- کوه‌های روسیه
  - رشته‌کوه قفقاز
  - رشته‌کوه اورال
  - کوه‌های سیبری شرقی
  - کوه‌های سیبری جنوبی
  - آتشفشان‌ها در روسیه
- دشت‌های روسیه
  - دشت سیبری غربی
  - دشت سیبری شرقی
  - دشت یاکوتیای مرکزی
- رودخانه‌های روسیه
  - آبشارهای روسیه
- دره‌های روسیه
- میراث جهانی در روسیه

### مناطق

مناطق اقتصادی روسیه

- روسیه اروپایی
- قفقاز شمالی
- سیبری
- خاور دور روسیه
- منطقه‌های اقتصادی روسیه

#### مناطق بومی
لیست مناطق طبیعی در روسیه

#### زیرمجموعه‌های روسیه

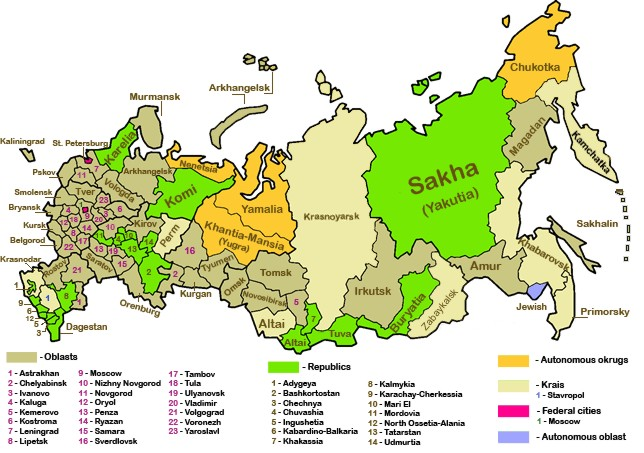
افراد فدرال روسیه

تقسیمات کشوری روسیه
- واحدهای فدرال روسیه (۸۳)
  - جمهوری‌های روسیه (۲۲)
  - استان‌های روسیه (۴۶)
  - سرزمین‌های روسیه (۹)
  - استانهای خودمختار روسیه (۱)
  - ناحیه‌های خودگردان روسیه (۴)
  - شهرهای فدرالی روسیه (۳)
- انواع محلات مسکونی در روسیه
  - فهرست شهرهای روسیه

##### جمهوری‌ها
| | |                                                                    |
| 1. آدیغیه 2. جمهوری آلتای 3. باشقیرستان 4. بوریاتیا 5. داغستان 6. اینگوشتیا 7. کاباردینو-بالکاریا 8. قالمیقستان | 1. قره‌چای و چرکس 2. جمهوری کارلیا 3. جمهوری کومی 4. ماری ال 5. موردوویا 6. یاقوتستان 7. اوستیای شمالی-آلانیا 8. تاتارستان | 1. تووا 2. اودمورتیا 3. خاکاسیا 4. چچن 5. چواشستان 6. جمهوری کریمه |

##### استانها
| 1. استان آمور 2. استان آرخانگلسک 3. استان آستراخان 4. استان بیلگاراد 5. استان بریانسک 6. استان چلیابینسک 7. استان چیتا 8. استان ایرکوتسک 9. استان ایوانوف 10. استان کالینینگراد |  | 1. استان کالوگا 2. استان کمروو 3. استان کیروف 4. استان کوستروما 5. استان کورگان 6. استان کورسک 7. استان لنینگراد 8. استان لیپتسک 9. استان ماگادان 10. استان مسکو |  | 1. استان مورمانسک 2. استان نیژنی نووگورود 3. استان نووگورود 4. استان نووسیبیرسک 5. استان اومسک 6. استان اورنبورگ 7. استان اریول 8. استان پنزا 9. استان پسکوف 10. استان روستوف |  | 1. استان ریازان 2. استان ساخالین 3. استان سامارا 4. استان ساراتوف 5. استان اسمولنسک 6. استان سوردلوفسک 7. استان تامبوف 8. استان تومسک 9. استان تور 10. استان تولا |  | 1. استان تیومن 2. استان اولیانوفسک 3. استان ولادیمیر 4. استان ولگوگراد 5. استان ولوگدا 6. استان ورونژ 7. استان یاروسلاول |

##### سرزمین‌ها
| 1. سرزمین آلتای 2. سرزمین کامچاتکا 3. سرزمین خاباروفسک |  | 1. سرزمین کراسنودار 2. سرزمین کراسنویارسک 3. سرزمین پرم |  | 1. سرزمین پریمورسکی 2. سرزمین استاوروپول 3. سرزمین زابایکالسکی |

##### بخش‌های مستقل
| 1. ناحیه خودگردان چوکوتکا 2. ناحیه خودگردان خانتی-مانسی 3. ناحیه خودگردان ننتس 4. ناحیه خودگردان یامالو-ننتس |

##### شهرهای فدرال
| 1. مسکو 2. سن پترزبورگ 3. سواستوپل |

##### شهرداری‌ها
جمعیت‌شناسی روسیه
- سرشماری سال ۲۰۰۲

## دولت و سیاست
سیاست روسیه
- شکل دولت: جمهوری ریاست جمهوری فدرال
- پایتخت روسیه: مسکو
- انتخابات در روسیه
- احزاب سیاسی در روسیه
- مالیات در روسیه

### بخش‌های حکومت
دولت روسیه

#### شاخه اجرایی
- رئیس دولت: ولادیمیر پوتین رئیس‌جمهور روسیه
  - شورای دولتی فدراسیون روسیه (هیئت مشورتی رئیس دولت)
  - اداره ریاست جمهوری روسیه (کارکنان پشتیبانی رئیس‌جمهور)
- رئیس دولت: نخست‌وزیر روسیه، میخائیل میشوستین
  - اتاق عمومی روسیه
  - ۱۷ وزارتخانه
  - ۷ خدمات فدرال
  - ۳۰+ آژانس فدرال

#### شاخه قانونگذاری
- مجلس فدرال (پارلمان دو مجلس)
  - مجلس اعلا: شورای فدراسیون روسیه
  - مجلس سفلا: دومای دولتی

#### شاخه قضایی
دادگستری روسیه
- دادگاه قانون اساسی فدراسیون روسیه
- دادگاه عالی روسیه

### روابط خارجی
روابط خارجی روسیه
- نمایندگی‌های دیپلماتیک روسیه
- نمایندگی‌های دیپلماتیک در روسیه
- عملیات ضد تروریسم بین‌المللی روسیه

#### عضویت در سازمان بین‌المللی
فدراسیون روسیه عضو این موارد است:
- آژانس بین‌المللی انرژی اتمی (IAEA)
- آژانس چندجانبه تضمین سرمایه‌گذاری (MIGA)
- آنکتاد (UNCTAD)
- اتاق بازرگانی بین‌المللی (ICC)
- اتحادیه بین‌المجالس (IPU)
- اتحادیه بین‌المللی مخابرات (ITU)
- اتحادیه جهانی پست (UPU)
- انجمن ادغام آمریکای لاتین (LAIA) (observer)
- انجمن توسعه بین‌الملل (IDA)
- انجمن ملل آسیای جنوب شرقی (ASEAN) (dialogue partner)
- بانک اروپایی بازسازی و توسعه (EBRD)
- بانک بین‌المللی بازسازی و توسعه (IBRD)
- بانک تسویه حساب‌های بین‌المللی (BIS)
- پلیس بین‌الملل (Interpol)
- جنبش عدم تعهد (NAM) (guest)
- دیوان دائمی داوری (PCA)
- دیوان کیفری بین‌المللی (ICCt) (signatory)
- سازمان آب‌نگاری بین‌المللی (IHO)
- سازمان امنیت و همکاری اروپا (OSCE)
- سازمان بین‌المللی ارتباطات ماهواره‌ای (ITSO)
- سازمان بین‌المللی استانداردسازی (ISO)
- سازمان بین‌المللی دریانوردی (IMO)
- سازمان بین‌المللی کار (ILO)
- سازمان بین‌المللی ماهواره‌های تلفنی (IMSO)
- سازمان بین‌المللی مهاجرت (IOM) (observer)
- سازمان بین‌المللی هوانوردی غیرنظامی (ICAO)
- سازمان پیمان امنیت جمعی (CSTO)
- سازمان تجارت جهانی (WTO) (observer)
- سازمان توسعه صنعتی ملل متحد (UNIDO)
- سازمان جهانی بهداشت (WHO)
- سازمان جهانی گردشگری (UNWTO)
- سازمان جهانی گمرک (WCO)
- سازمان جهانی مالکیت فکری (WIPO)
- سازمان جهانی هواشناسی (WMO)
- سازمان کشورهای آمریکایی (OAS) (observer)
- سازمان ملل متحد (UN)
- سازمان منع سلاح‌های شیمیایی (OPCW)
- سازمان همکاری اسلامی (OIC) (observer)
- سازمان همکاری اقتصادی دریای سیاه (BSEC)
- سازمان همکاری شانگهای (SCO)
- سازمان همکاری و توسعه اقتصادی (OECD) (accession state)
- سازمان همکاری‌های اقتصادی آسیا–پاسفیک (APEC)
- سرن (CERN) (observer)
- شورای اروپا (CE)
- شورای امنیت سازمان ملل متحد (permanent member)
- شورای شمالگان
- صندوق بین‌المللی پول (IMF)
- فدراسیون بین‌المللی جمعیت‌های هلال احمر و صلیب سرخ (IFRCS)
- کشورهای مستقل همسود (CIS)
- کمیته بین‌المللی المپیک (IOC)
- کمیساریای عالی سازمان ملل متحد برای پناهندگان (UNHCR)
- گروه هشت (G8)
- گروه ۲۰ (G20)
- مؤسسه مالی بین‌المللی (IFC)
- مجمع اقتصادی اوراسیا (EAEC)
- نهضت بین‌المللی صلیب سرخ و هلال احمر (ICRM)
- یونسکو (UNESCO)

### نظم و قانون
قانون روسیه
- مجازات اعدام در روسیه
- قانون اساسی روسیه
- جنایت در روسیه
- حقوق بشر در روسیه
  - نژادپرستی در روسیه
  - حقوق دگرباشان جنسی در روسیه
  - آزادی دین در روسیه
- اجرای قانون در روسیه
- آزادی رسانه‌ها در روسیه

### نظامی روسیه
نیروهای مسلح فدراسیون روسیه
- فرمان دادن
  - فرمانده کل قوا: رئیس‌جمهور فدراسیون روسیه
- نیروهای مسلح روسیه
  - نیروهای زمینی روسیه
  - نیروی دریایی روسیه
  - نیروهای هوافضای روسیه
  - نیروی موشکی استراتژیک
  - نیروی هوابرد روسیه
- تاریخ نظامی روسیه
- درجات نظامی روسیه

## تاریخ

### تاریخ براساس دوره
- روسیه باستان
  - پروت-هندو اروپایی‌ها
  - سکاها
  - پادشاهی بوسپوران
  - خزریا
- اسلاوی‌های شرق اولیه
  - اسلاوهای شرقی
  - روس خاگانات
- روس کیف
- حمله مغول به روس
- هجوم تاتارها
- ولگا بلغارستان
- گروه ترکان طلایی
- دوک بزرگ مسکو
- تساردوم روسیه
- امپراتوری روسیه
- حمله فرانسه به روسیه
- جنگ جهانی اول
- انقلاب ۱۹۱۷ روسیه
- جنگ داخلی روسیه
- تاریخ اتحاد جماهیر شوروی
  - SFSR روسیه
  - اتحاد جماهیر شوروی
  - اتحاد جماهیر شوروی در جنگ جهانی دوم
    - تلفات جنگ جهانی دوم اتحاد جماهیر شوروی

  - جنگ سرد
  - جنگ شوروی و افغانستان
  - انحلال اتحاد جماهیر شوروی
- فدراسیون روسیه

### تاریخ براساس منطقه

#### جمهوری‌ها
- تاریخچه Adygea
- تاریخ جمهوری آلتایی
- تاریخچه باشقیرستان
- تاریخچه بوریاتیا
- تاریخچه چچن
- تاریخچه چوواشیا
- تاریخ داغستان
- تاریخ اینگوشتیا
- تاریخ کاباردینو-بالکاریا
- تاریخ کالمیکیا
- قره‌چای و چرکس
- تاریخ جمهوری کارلیا
- تاریخ خاکسیا
- تاریخ جمهوری کومی
- تاریخچه ماری ال
- تاریخ موردوویا
- تاریخچه اوستیای شمالی – آلانیا
- تاریخ جمهوری سخا
- تاریخ تاتارستان
- تاریخچه Tuva
- تاریخچه اودمورتیا

### تاریخ براساس موضوع
- تاریخ فرهنگ روسیه
- تاریخ اقتصادی فدراسیون روسیه
- تاریخ فیلم روسیه
  - تاریخچه انیمیشن روسی
- تاریخچه نوآوری در روسیه
- تاریخ یهودیان در روسیه
- تاریخچه زبان روسی
- تاریخ نظامی روسیه
  - ارتش سرخ
- تمبرهای پستی و تاریخ پستی روسیه

## فرهنگ

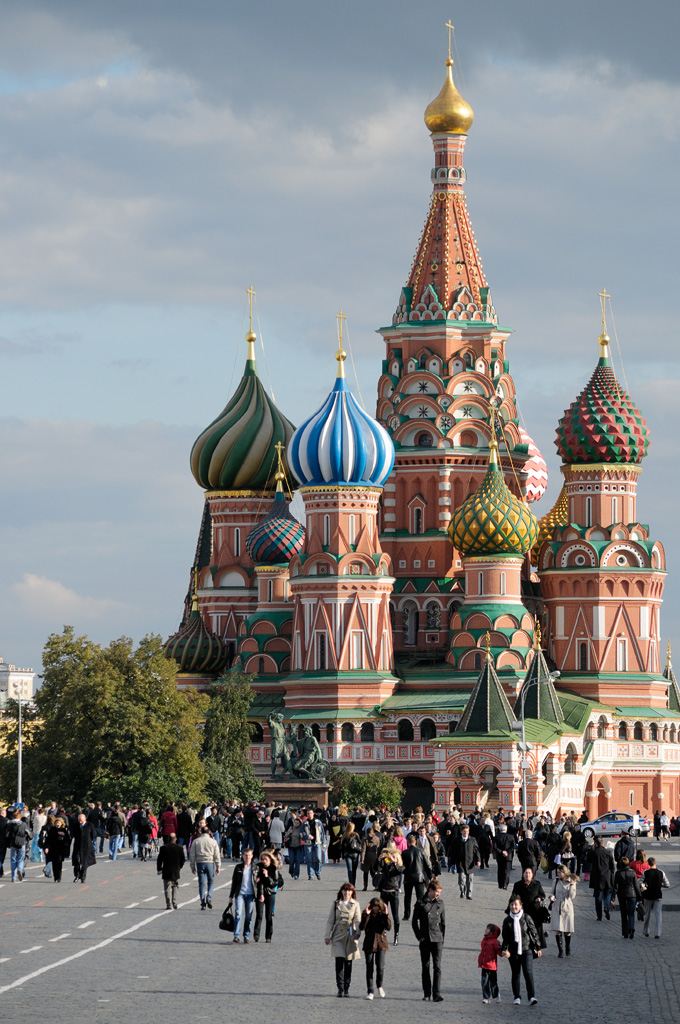
کلیسای جامع سنت باسیل در میدان سرخ، مسکو

- معماری روسیه
  - معماری Art Nouveau در روسیه
  - معماری نئوکلاسیک در روسیه
  - معماری کلیسای روسیه
  - احیای نئوکلاسیک روسیه
  - معماری احیای روسیه
  - معماری استالینیستی
- غذاهای روسیه
- نمادهای فرهنگی روسیه
- جشنواره‌ها در روسیه
- شوخ‌طبعی در روسیه
- زبانهای روسیه
  - زبان روسی
- فرهنگ مادی در روسیه
- رسانه در روسیه
- موزه‌ها در روسیه
- نمادهای ملی روسیه
  - نشان روسیه
  - پرچم روسیه
  - لیست پرچم‌های روسیه
  - سرود ملی روسیه
- مردم روسیه
  - روس‌های معروف
- روسپیگری در روسیه
- تعطیلات رسمی در روسیه
- سوابق روسیه
- دین در روسیه
  - آیین بودا در روسیه
  - مسیحیت در روسیه
  - هندوئیسم در روسیه
  - اسلام در روسیه
  - یهودیت در روسیه
  - آیین سیک در روسیه
- فولکلور روسی
- هنرهای رزمی روسیه
- میراث جهانی در روسیه

### هنر
- سینمای روسیه
- ادبیات روسی

### ورزش
ورزش در روسیه
- فوتبال در روسیه

## اقتصاد و زیرساخت‌ها
اقتصاد روسیه

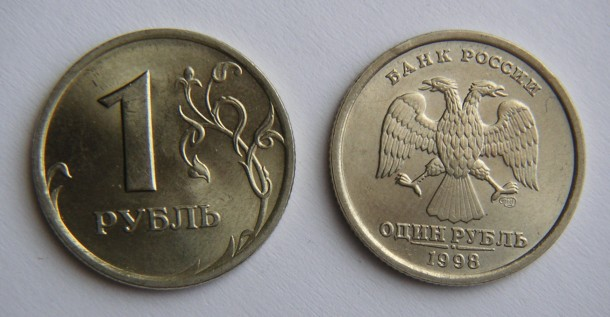
واحد پول روسیه: روبل

- رتبه اقتصادی، بر اساس تولید ناخالص داخلی اسمی (۲۰۰۸): ۸ (هشتم)
- کشاورزی در روسیه
- بانکداری در روسیه
  - بانک مرکزی روسیه
- ارتباطات در روسیه
  - اینترنت در روسیه
  - لیست کانال‌های تلویزیونی روسی زبان
- شرکت‌های روسیه
- واحد پول روسیه: روبل
  - ISO 4217: RUB
- صنعت دفاعی روسیه
- تاریخ اقتصادی روسیه
- انرژی در روسیه
  - سیاست انرژی روسیه
  - صنعت نفت در روسیه
- مراقبت‌های بهداشتی در روسیه
- استخراج معادن در روسیه
- شاخص رهبران صنعتی روسیه
- بورس سهام روسیه
- جهانگردی در روسیه
- حمل و نقل در روسیه
  - فرودگاه‌های روسیه
  - حمل و نقل ریلی در روسیه
  - جاده‌ها در روسیه
- تأمین آب و بهداشت در روسیه

## آموزش
آموزش در روسیه